# Marwan al-Shehhi
Marwan Yousef Mohamed Rashid Lekrab al-Shehhi (arabisk: مروان يوسف الشحي, Marwān Yūsuf ash-Sheḥḥī, også translittereret Alshehhi) (9. maj 1978 – 11. september 2001) var en af de fem mænd, der nævnes af FBI som flykaprere af United Airlines Flight 175 i terrorangrebet den 11. september 2001.
Han flyttede til Hamborg i 1996 og blev hurtigt nær ven med Mohamed Atta, Ziad Jarrah og Ramzi Binalshibh. Sammen deltog de i planlægningen af terrorangrebet den 11. september 2001. Al-Shehhi blev af FBI rapporteret som selvmordspilot om bord på United Airlines Flight 175, flyet der styrtede ind i det sydlige tårn i World Trade Center den 11. september 2001. Han blev uddannet på Huffman Aviation sammen med Mohamed Atta. Han var kun 23 år og dermed den yngste af de fire flykaprere, der styrede 11. september-flyene.